# Żumabiek Taszeniew
Żumabiek Achmietowicz Taszeniew (ros. Жумабек Ахметович Ташенев, ur. 20 marca 1915 we wsi Tanaköl w obwodzie akmolińskim, zm. 18 listopada 1986 w Ałma-Acie) – radziecki i kazachski polityk, przewodniczący Prezydium Rady Najwyższej Kazachskiej SRR w latach 1955–1960, premier Kazachskiej SRR w latach 1960–1961.
1933-1934 uczył się w technikum w Akmole (obecnie Astana), 1934-1938 pracował w administracji miejskiej i komitetach wykonawczych w obwodzie karagandyjskim, w 1940 wstąpił do WKP(b), 1938-1944 pracownik obwodowych komitetów wykonawczych w obwodzie północnokazachstańskim, m.in. naczelnik wydziałów, od 1948 przewodniczący obwodowego komitetu wykonawczego w obwodzie północnokazachstańskim, od 1949 członek KC Komunistycznej Partii (bolszewików) Kazachstanu, od 1952 I sekretarz obwodowego komitetu partii komunistycznej w Aktiubińsku (obecnie Aktobe), od 19 kwietnia 1955 do 20 stycznia 1960 przewodniczący Rady Najwyższej Kazachskiej SRR, następnie do 6 stycznia 1961 premier Kazachskiej SRR. 1956-1961 kandydat na członka KC KPZR, od 1975 na emeryturze.
Jego imieniem nazwano ulicę w Astanie.

## Odznaczenia
- Order Lenina
- Order Czerwonego Sztandaru Pracy
- Order „Znak Honoru”